# Atlautla

Municipalité du Atlautla.

Atlautla (mot d'origine nahuatl) est l'une de 125 municipalités de l'État de Mexico au Mexique. Atlautla confine au nord à Amecameca, à l'ouest à Tenango del Aire, au sud à Ecatzingo et à l'est à estat de Puebla. Son chef-lieu est Atlautla de Victoria qui compte 27 663 habitants.

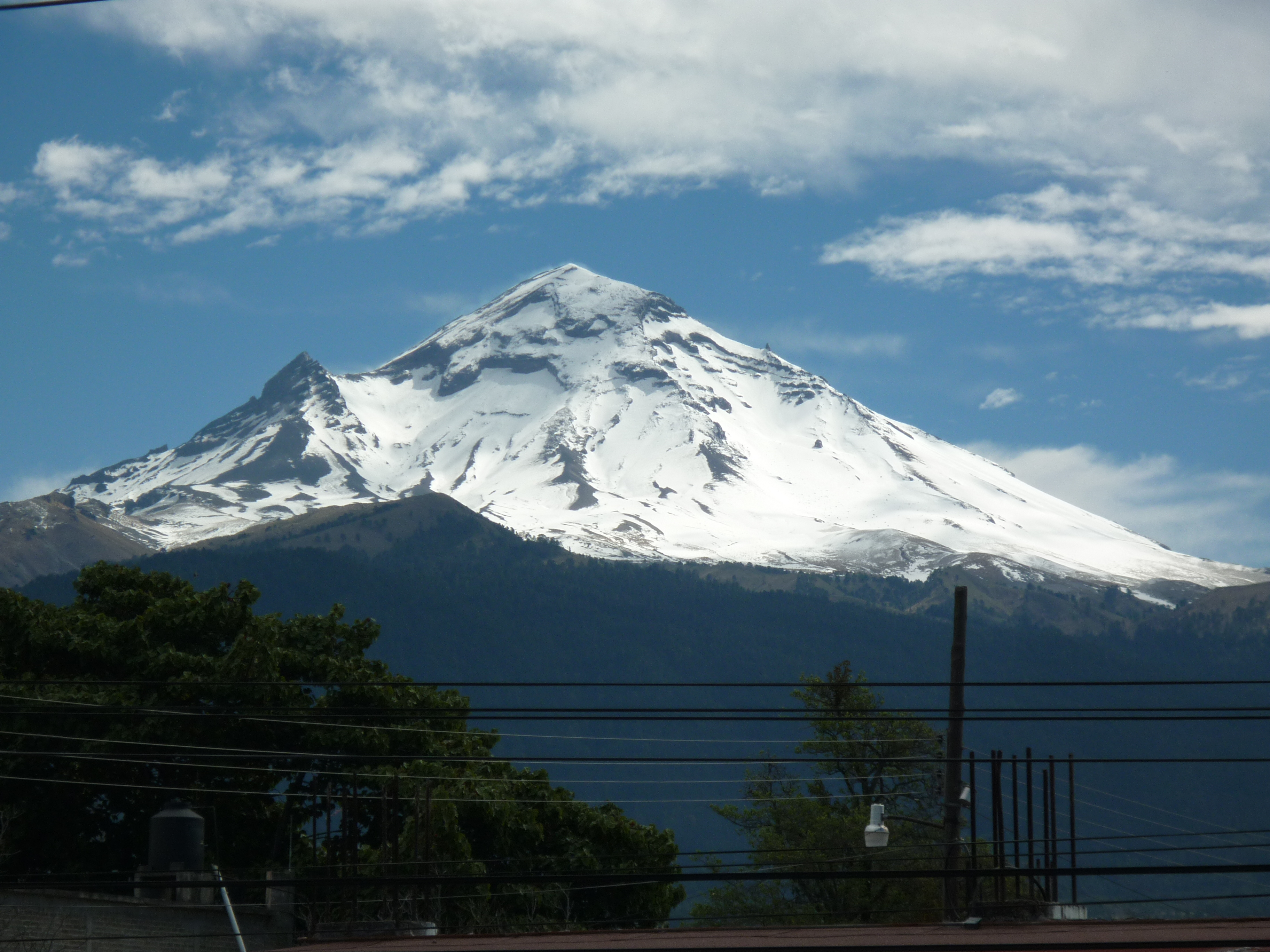
Le Popocatépetl de la commune d'Atlautla